# Gölbaşı, Kırıkhan
Gölbaşı là một xã thuộc huyện Kırıkhan, tỉnh Hatay, Thổ Nhĩ Kỳ. Dân số thời điểm năm 2011 là 1.512 người.